# Berlin-Adlershof
Adlershof is een stadsdeel in het Berlijnse district Treptow-Köpenick. Het stadsdeel telt ongeveer 22.000 inwoners en werd in 1920 ingelijfd in Groot-Berlijn.
In het zuidwesten van het stadsdeel bevindt zich de Stad voor wetenschap, economie en media (Stadt für Wissenschaft, Wirtschaft und Medien, WISTA), waar onder andere de campus van de Humboldt Universiteit is gevestigd. Vroeger was het gebied bekend als vliegveld Johannisthal.

## Geschiedenis
Het gebied was lange tijd erg landelijk. 1754 wordt beschouwd als oprichtingsdatum van de plaats. Er is bekend dat er 81 mensen woonden in 1772. Met de aanleg van de Spoorlijn Berlijn - Görlitz in 1866/67 groeide de bevolking gestaag. In 1879 werd het Gutsbezirk een gemeente. Rond 1900 was de bevolking gegroeid tot 8006. In 1909 werd de Flugplatz Johannisthal-Adlershof geopend, de tweede gemotoriseerde luchthaven van het land. Deze lag wel grotendeels op grondgebied van Johannisthal. In 1920 werd Adlershof opgenomen in Groot-Berlijn en onderdeel van het district Treptow. Na de splitsing van Berlijn werden tussen 1950 en 1952 televisiestudio's gebouwd en ging de zender DFF in 1952 hier van start. Na die Wende ging de televisie op in de West-Duitse televisie en verdwenen ook vele andere bedrijven waardoor er veel leegstand kwam.

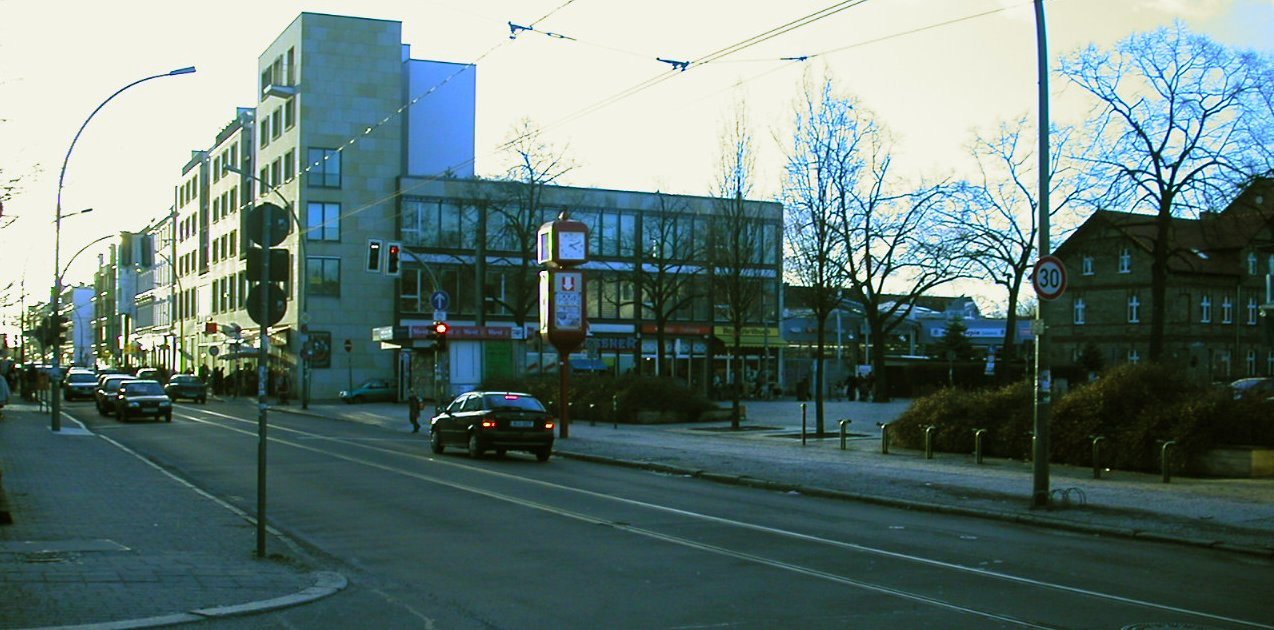
Marktplein

## Verkeer
Het station Adlershof wordt bediend door vijf lijnen van de S-Bahn. De tramlijnen 61 en 63 doorkruisen de wijk.

## Sport
Adlershofer BC 08 is de plaatselijke voetbalclub die speelt op de Lohnauer Steig. De club speelde vijf seizoenen in de hoogste klasse waarvan 1945/46 de laatste keer was. In 2013 speelde de club voor de laatste keer in de Berlin-Liga, de hoogste Berlijnse klasse en de zesde klasse in Duitsland. 

## Bron
- Dit artikel of een eerdere versie ervan is een (gedeeltelijke) vertaling van het artikel Berlin-Adlershof op de Duitstalige Wikipedia, dat onder de licentie Creative Commons Naamsvermelding/Gelijk delen valt. Zie de bewerkingsgeschiedenis aldaar.

Adlershof |
Altglienicke |
Alt-Treptow |
Baumschulenweg |
Bohnsdorf |
Friedrichshagen |
Grünau |
Johannisthal |
Köpenick |
Müggelheim |
Niederschöneweide |
Oberschöneweide |
Plänterwald |
Rahnsdorf |
Schmöckwitz